# Cyrtonus punctulatus
Cyrtonus punctulatus é uma espécie de artrópode pertencente à família Chrysomelidae.